# Rhododendron bivelatum
Rhododendron bivelatum är en ljungväxtart som beskrevs av I. B. Balf. Rhododendron bivelatum ingår i släktet rododendron, och familjen ljungväxter. Inga underarter finns listade i Catalogue of Life.